# هاسکالا
هاسکالا یا هسخلاه (به عبری: השכלה) در لغت به معنی بخردی و دانشوری است، و به‌ویژه به نوزایش فرهنگی یهودیان اشکنازی در مرکز و شرق اروپا گفته می‌شود؛ که در سده‌های ۱۸ و ۱۹ میلادی و در اثر روشن‌گری در اروپا پدید آمد. سردمدار این جریان نمایشنامه‌نویس، روزنامه‌نگار و دیپلمات‌زاده آمریکایی، مردخای مانوئل نوح بود، که برای میهنی در گراند آیلند نیویورک برای یهودیان می‌کوشید.